# Gurgltal
Gurgltal je široké boční údolí Oberinntalu v rakouské spolkové zemi Tyrolsko, které se rozkládá na severovýchodě nedaleko Imstu. Odděluje Lechtalské Alpy na západě od pohoří Mieminger na východě a protéká jím řeka Gurglbach, která se u Imstu vlévá do řeky Inn. V údolí se nacházejí obce Tarrenz a Nassereith, druhá z nich na konci údolí. Dále na sever se nachází průsmyk Fern.
Údolí vyhloubila v době ledové větev Inntalského ledovce, jehož jazyk sahal až ke Garmisch-Partenkirchenu. Během doby ledové se na dně údolí usadily 150 m mocné páskové jíly, které ho vodotěsně uzavřely.
Dno údolí je využíváno především jako louka. Charakteristické jsou četné roztroušené seníky na dně údolí. Vznikly proto, že s každým novým dědictvím byla země rozdělena mezi dědice. To také zabránilo intenzivnímu strojovému obdělávání půdy, a zemědělství tak zůstalo do značné míry blízké přírodě.
Na dně údolí se kdysi rozkládaly rozsáhlé mokřady a dodnes se zde nacházejí rašeliniště a vlhké louky. Tato kulturní krajina je biotopem mnoha druhů rostlin a ptáků a doposud se ji podařilo uchránit před větším zásahem. Mezi vzácné živočichy, kteří se zde vyskytují, patří např. strakáč březový (Endromis versicolora), martináč bukový (Aglia tau), otakárek fenyklový (Papilio machaon), bělásek řeřichový (Anthocharis cardamines), mnoho druhů vážek a štír německý (Euscorpius germanus), který zde má svůj nejsevernější areál výskytu.
Údolí Gurgl bylo po staletí také významnou hornickou oblastí. Ve štolách bylo těženo olovo, stříbro a zinek. V blízkosti bývalých hornických dolů byl v Tarrenzu vybudován kompletní středověký hornický areál Knappenwelt Gurgltal, který je provozován jako skanzen. Z něj vede i naučná stezka na Karröster Alm (1467 m) na severozápadním úbočí hřbetu Tschirgant.
Údolím Gurgltal vede Mieminger Straße (B 189), která vede z Nassereithu přes Holzleiten saddeel na Mieminger Plateau a v Nasserreithu se napojuje na Fernpassstraße (B 179) silnici vedoucí do průsmyku Fern.